# Cassina Verghera
Cascina Verghera è un quartiere del comune italiano di Samarate, posto nella zona settentrionale della città verso Gallarate, centro con cui costituisce conurbazione. Costituì un comune autonomo fino al 1869.

## Storia

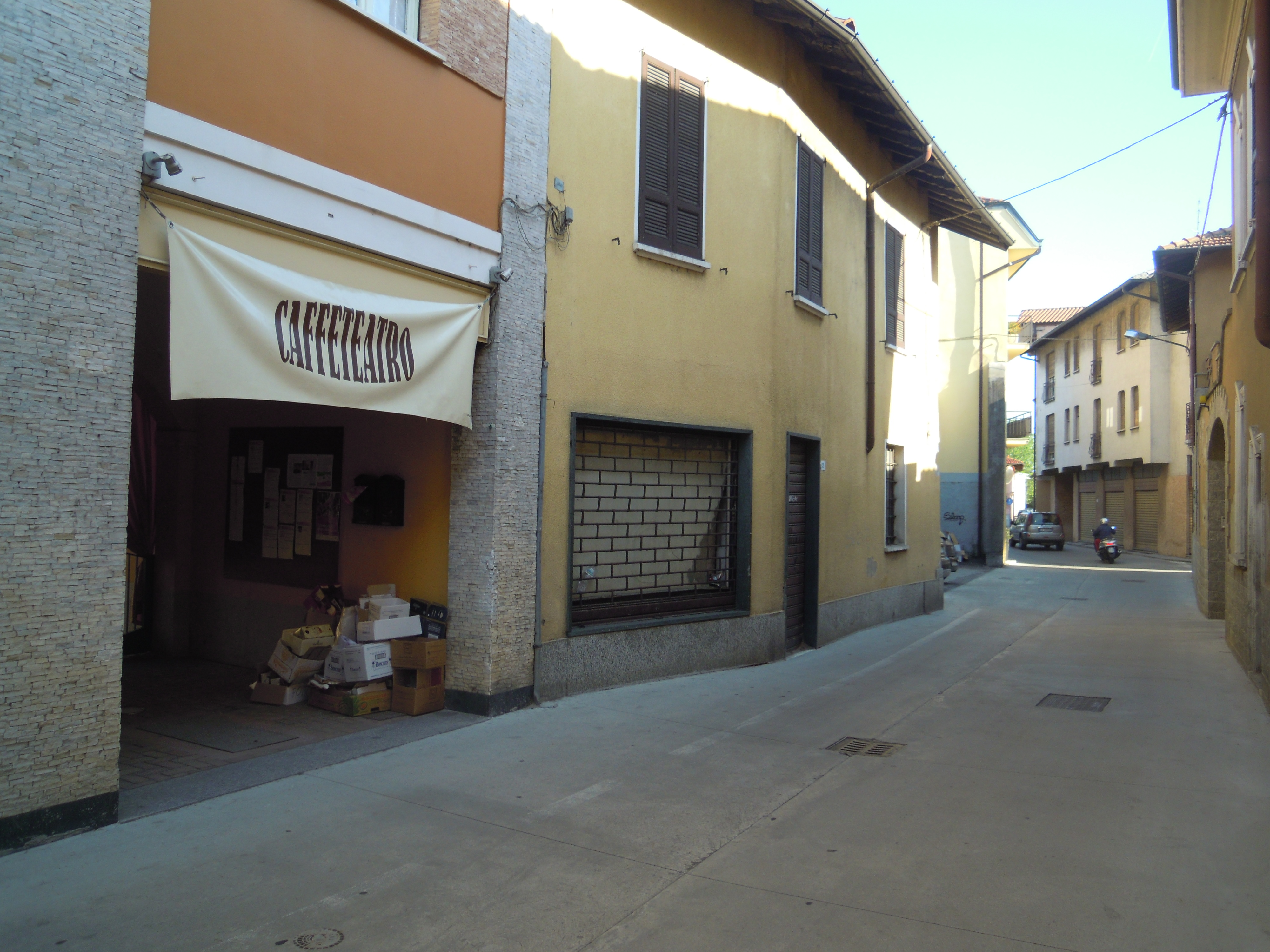
L'entrata del Caffè Teatro.

Cassina Verghera era un piccolo centro del Milanese di antica origine, appartenente alla Pieve di Gallarate del Ducato di Milano. Dal 1530 alla cessazione del sistema feudale in Lombardia (1796) fece parte del più ampio feudo comitale di Gallarate, a cui era legato il Grandato di Spagna, appannaggio di diverse famiglie, ultima delle quali furono i Castelbarco Visconti, inoltre Marchesi di Cislago.
Nel 1786 entrò nella neocostituita Provincia di Varese, già di Gallarate, soppressa cinque anni dopo. Al censimento del 1805 risultavano 335 abitanti.
In età napoleonica nel 1809 il comune fu soppresso aggregandolo a quello di Samarate; i due centri recuperarono tuttavia l'autonomia nel 1816, con la costituzione del Regno Lombardo-Veneto.
All'Unità d'Italia (1861) il comune di Cassina Verghera contava 695 abitanti ma venne nuovamente soppresso ed aggregato ancora a Samarate nel 1869. Successivamente, a causa dell'espansione edilizia, il centro abitato venne inglobato nell'area urbana.

## Luoghi di interesse
A Verghera si trova il Caffè Teatro, locale noto per avere lanciato molti famosi comici italiani, come il trio Aldo, Giovanni e Giacomo.

## Infrastrutture e trasporti
Tra il 1904 e il 1906 Cascina Verghera fu servita dalla filovia Gallarate-Samarate.
Fra il 1931 e il 1951 la località era servita da una diramazione proveniente da Gallarate della tranvia Milano-Gallarate, gestita dalla STIE.